# Hans Brandt (Landrat)
Hans Brandt (* 8. April 1884 in Düsseldorf; † 13. April 1961 in Krefeld) war ein deutscher Kommunalbeamter und Polizeipräsident.

## Leben
Nach dem Besuch des Gymnasiums Krefeld besuchte Hans Brandt die Präparandenschule zur Lehrerausbildung und die Lehrerausbildungsanstalt, wo er im Jahre 1906 die Entlassungsprüfung ablegte. Als Einjährig-Freiwilliger diente er beim Infanterieregiment 70 in Saarbrücken. Zum 1. April 1907 wurde Brandt Lehrer in Koxhof und kam nach drei Jahren zur katholischen Volksschule in Düsseldorf-Gerresheim, wo er ein Jahr lang blieb. Nach Tätigkeiten als Lehrer in Süchteln folgte vom 2. August 1914 bis November 1918 die Teilnahme am Ersten Weltkrieg. Er war Leutnant der Reserve.
1919 wurde er SPD-Stadtverordneter in Süchteln, wo er im Jahr darauf zum 2. ehrenamtlichen Bürgermeister gewählt wurde. Ende des Jahres 1922 als Polizeipräsident in Recklinghausen vorgesehen, wurde er am 15. Januar 1923 mit der kommissarischen Verwaltung der Stelle des Polizeipräsidenten in Dortmund beauftragt. Nach kurzer Inhaftierung durch die französischen Besatzungstruppen wurde er zum 1. April 1923 definitiv zum Polizeipräsidenten in Dortmund ernannt. Im Februar 1924 wechselte er als Polizeipräsident nach Königsberg.
Nach vierjähriger Tätigkeit folgte die Versetzung in den einstweiligen Ruhestand. Zunächst stellvertretender und kommissarischer Landrat in Peine, folgte die Wahl zum Landrat des Kreises Peine am 10. September 1932. In diesem Amt blieb er bis zur Versetzung in den Ruhestand. Nach anschließenden kaufmännischen und wissenschaftlichen Tätigkeiten im Rheinland leistete er ab 1940 Kriegsdienst. Er war Major der Reserve. Nach dem Krieg wurde er mit der Leitung der Polizeiverwaltung in Krefeld beauftragt. Als Polizeidezernent und Beigeordneter der Stadt Krefeld ging Brandt zum 30. April 1949 endgültig in den Ruhestand. Als Ruhestandsbeamter war er noch bis 1953 nebenamtlicher Geschäftsführer des Polizeiausschusses Krefeld.
Brandt war Mitglied der SPD.